# Gastrolobium effusum
Gastrolobium effusum là một loài thực vật có hoa trong họ Đậu. Loài này được (M.D. Crisp & F.H. Mollemans) G. Chandler & Crisp mô tả khoa học đầu tiên năm 2002.